# Vera Filatova
Vera Filatova, née le 6 novembre 1982 à Khartsyzk, est une actrice britannique.

## Biographie
Elle a étudié à la London Academy of Music and Dramatic Art.

## Filmographie
- 2007 : All About Me (téléfilm) : Petra
- 2007 : The Last Detective (série télévisée) : Kasia
- 2007 : Brigade volante (The Bill) (série télévisée) : Rita Petrenka
- 2007 : MI-5 (Spooks) (série télévisée) : Anastasya Poselskaya
- 2009 : Lesbian Vampire Killers : Eva
- 2009 : The Pagan Queen : Teta
- 2009 : Blue Murder (série télévisée) : Tanya Lucas
- 2009 : Peep Show (série télévisée) : Elena
- 2010 : Hercule Poirot (Série TV, épisode Le Crime d'Halloween) : Olga Seminoff
- 2010 : The Deep (série télévisée) : Svetlana
- 2011 : Doctors (série télévisée) : Petra Formosa
- 2012 : Me and Mrs Jones (série télévisée) : Inca
- 2013 : A Very Englishman (The Look of Love) : Monika